# Chorizopes khanjanes
Chorizopes khanjanes là một loài nhện trong họ Araneidae.
Loài này thuộc chi Chorizopes. Chorizopes khanjanes được Benoy Krishna Tikader miêu tả năm 1965.